# 麻生薫
麻生 薫（あそう かおる、本名河地多香子(かわち・たかこ、旧姓進藤(しんどう-)) 1947年2月28日 - 1988年10月13日）は、元宝塚歌劇団男役。俳優川地民夫の二度目の妻でもあったことでも知られる。
東京都出身。実践女子学園出身。宝塚時代の愛称はシンちゃん(旧姓に由来）。

## 来歴・人物
1964年に宝塚音楽学校に入学し、1966年に卒業。同年、宝塚歌劇団に入団し、52期生として、月組公演『日本の四季／ファンタジア』で初舞台を踏む。入団時の成績は51人中2位。
1966年12月4日、月組に配属。1974年『ベルサイユのばら』（宝塚初演）のアンドレ役を最後に同年12月10日付で宝塚歌劇団を退団、翌年川地と結婚した。
1984年、卵巣癌が発覚、4年間の闘病も夫・川地らにみとられ死去。享年41。

## 宝塚歌劇団時代の主な舞台
- 『ドン・ホセの一生』パコ（1971年3月）
- 『ベルサイユのばら』アンドレ・グランディエ（1974年8月 - 9月）＊退団公演